# 高橋あゆみ
高橋 あゆみ（たかはし あゆみ、1990年1月17日 - ）は神奈川県出身の女優。

## 来歴・人物
- 趣味はフラダンスやタヒチアンダンス[2]。
- 2003年、中学2年生の時にNHK教育『3つのとびら』でデビュー。同番組に3年間のレギュラー出演を果たす。
- 所属事務所は長らく長良マネジメントであったが、2020年7月31日を以て16年間所属した同事務所を退所[3]。
- 2021年現在ではフリーで活動している[3]。

## 出演

### テレビドラマ
- 水戸黄門（TBS・C.A.L）
  - 第35部 第5話「お転婆姫の大変身!・大分」（2005年11月7日、TBS / C.A.L） - 松姫 役
  - 第37部 第11話「母と娘つないだ風車・青森」（2007年） - お夏 役
  - 第40部 第7話「引き裂かれた娘の友情・平泉」（2009年） - お花 役
- 土曜ワイド劇場「検事・朝日奈耀子6」（2008年、テレビ朝日） - 久保江美 役
- 土曜ワイド劇場「炎の警備隊長・五十嵐杜夫8」（2010年、テレビ朝日）
- とめはねっ! 鈴里高校書道部（2010年、NHK） - 宮田麻衣 役
- 月曜ゴールデン「さすらいのプラチナワゴン〜歌手・美波丈太朗の事件簿〜」（2012年、TBS） - 安藤希美 役
- モメる門には福きたる（2013年、東海テレビ） - 東田久美 役
- 大岡越前 第3話「父、白州に座す」（2014年、NHK BSプレミアム） - お絹 役
- 掟上今日子の備忘録 第6話（2015年、日本テレビ） - 女性警官 役
- 子連れ信兵衛2（2016年） ‐ おしま 役

### その他のテレビ番組
- 3つのとびら（2003年4月-2006年3月、NHK教育）
- 高校講座 数学I（2006年4月-2010年3月、NHK教育）

### 映画
- 着信アリFinal（2006年、麻生学監督）
- 愛のむきだし（2009年、園子温監督）- 女子高生たてこもり犯役

### 舞台
- 友情-Frienndship-秋桜のバラード
- フラガール

### CM
- ハウス食品「うまかっちゃん」